# Майкоп
Майкоп (на руски: Майко́п; на адигейски: Мыекъуапэ) e град в Русия, столица на автономна република Адигея. Населението му през 2011 година е 144 218 души.

## География
Градът е разположен на 1600 километра южно от руската столица Москва.

## Население
Населението на града през 2011 година е 144 218 души. През 2002 година населението на града е 156 931 души, от тях:
- 113 922 (72,6 %) – руснаци
- 26 130 (16,7 %) – адигейци
- 4689 (3,0 %) – арменци
- 3958 (2,5 %) – украинци
- 39 – кюрди